# Doreen
Doreen ist ein weiblicher Vorname.

## Herkunft und Bedeutung
Doreen ist eine englische Form von Dora, einem Namen griechischen Ursprungs, kombiniert mit dem Suffix -een. Der Name soll erstmals 1894 in dem Roman Doreen der englischen Schriftstellerin und frühen Feministin Ada Ellen Bayly (Pseudonym: Edna Lyall) verwendet worden sein. Allerdings kommt der Name schon im 1879 in London verlegten Roman My Lords of Strogue: A Chronicle of Ireland, from the Convention to the Union von Hon. Lewis Wingfield vor.
Doreen war auch der Name der weiblichen Hauptfigur in dem 1915 erschienenen Buch The Songs of a Sentimental Bloke des australischen Journalisten und Schriftstellers C. J. Dennis.
Nach anderer Deutung handelt es sich jedoch um eine englische Schreibung des irischen Frauennamens Doireann (Aussprache: [ˈdˠərʲiːn]. Wegen der Betonung des Namens auf der ersten Silbe wird dieser zuweilen auch in englischer Schreibung mit „Dorren“ wiedergegeben.) Doireann/Doirend ist eine Tochter von König Midir, Sohn des Dagda, aus der irischen Legende Tochmarc Étaíne.

## Namenstag
Es gibt keinen offiziellen Namenstag für Doreen, deswegen  werden häufig die Namenstage von Dorothea benutzt, also der 6.2. und der 25.6.

## Varianten
- Dorena
- Dorina
- Doireann (irisch)
- Darina

Siehe auch: Varianten von Dorothea

## Namensträgerinnen
- Doreen Blumhagen (* 1984), deutsche Religionspädagogin
- Doreen Bogdan-Martin (* 1966), US-amerikanische Telekommunikationsexpertin
- Doreen Carwithen (1922–2003), britische Komponistin
- Doreen Daume (1957–2013), deutsche Übersetzerin
- Doreen DeFeis, US-amerikanische Sopranistin
- Doreen Denny, britische Eiskunstläuferin
- Doreen Denstädt (* 1977), deutsche Politikerin
- Doreen Dietel (* 1974), deutsche Schauspielerin
- Doreen Engel (* 1982), deutsche Volleyballspielerin
- Doreen Grochowski (* 1974), siehe Enie van de Meiklokjes
- Doreen Häntzsch (* 1982), deutsche Säbelfechterin
- Doreen Jacobi (* 1974), deutsche Schauspielerin
- Doreen Lang (1915–1999), australisch-amerikanische Schauspielerin
- Doreen Lawrence, Baroness Lawrence of Clarendon (* 1952), britische Bürgerrechtlerin, Menschenrechtlerin und Politikerin (Labour Party)
- Doreen Massey, Baroness Massey of Darwen (1938–2024), britische Politikerin (Labour Party)
- Doreen Massey (Geographin) (1944–2016), britische Geographin
- Doreen Meier (* 1968), deutsche Fußballtrainerin und -spielerin
- Doreen Miller, Baroness Miller of Hendon (1933–2014), britische Politikerin (Conservative Party)
- Doreen Nixdorf (* 1972), deutsche Schauspielerin
- Doreen Norton (1922–2007), britische Krankenschwester
- Doreen Nabwire Omondi (* 1987), kenianische Fußballspielerin
- Doreen Pollack (1921–2005), britisch-amerikanische Logopädin
- Doreen Seidel (* 1985), deutsches Model, Playmate und Rennfahrerin
- Doreen Shaffer, jamaikanische Sängerin
- Doreen Steinert (* 1986), deutsche Sängerin
- Doreen Valiente (1922–1999), englische Okkultistin

## Nachweise
1. ↑  Hon. Lewis Wingfield: My Lords of Strogue: A Chronicle of Ireland, from the Convention to the Union, London, 1879, Vol. III, Chapter I, Sawdust in the Chancellor's Doll, S. 7.
2. ↑  Names of Ireland - DOIREANN